# Théâtre en liberté
Pour l’article homonyme, voir Théâtre en liberté (compagnie théâtrale).
Théâtre en liberté est un recueil de pièces dramatiques de Victor Hugo, publié à titre posthume en 1886 et composé durant l'exil à Jersey et Guernesey.
D'après l'édition de poche établie par Arnaud Laster, le recueil contient les pièces suivantes :
- La Forêt mouillée (Fernando Albinarrate en a tiré une comédie lyrique créée en 2010)
- La Grand-mère
- Mille Francs de récompense
- L'Intervention
- Mangeront-ils ?
- L'Épée
- Les Deux Trouvailles de Gallus
- Torquemada

En annexe : Les Gueux, Sur la lisière d'un bois, Être aimé